# Артавазд II
Артавазд II (пом. 31 до н. е.) — цар Великої Вірменії у 56-34 роках до н. е., син Тиграна II. Сполучав управління державою із заняттями історією та навіть драматургією, основоположник вірменської іншомовної літератури. Вважається засновником вірменського театру. Боровся за ліквідацію залежності від Рима.

## Правління
Ухилившись від постачання Риму військових контингентів проти Парфії, обіцяних за Арташатським миром, Артавазд виступив у союзі з парфянами. Коли римський полководець Красс загинув у битві з парфянським полководцем Суреном при Каррах (Харрані) в Месопотамії (53 до н. е.), Сурен надіслав його голову царю Парфії, який перебував в Арташаті на весіллі свого спадкоємця з дочкою Артавазда. Обидва царя були присутніми на виставі «Вакханок», трагедії Еврипіда, й актор виніс замість бутафорської голови, що була необхідною за сценарієм дійства, голову Красса, зі словами: «ось роги оленя, вбитого нами на щасливому полюванні».
Поразка римлян у битві з парфянами при Каррах 53 року до н. е. й загибель Красса дозволили Артавазду знову приєднати до Вірменії захоплені раніше Римом Софену та Малу Вірменію. Він, імовірно, брав участь у поході парфянського царевича Пакора (40 до н. е.) проти середземноморських провінцій Риму.
У 36-34 роках до н. е. римський полководець Антоній, який керував східною частиною римських володінь, почав нову війну з Парфією, а потім і з Вірменією, спираючись на допомогу єгипетської цариці Клеопатри. Незважаючи на початкові поразки, Антоній зміг заманити Артавазда до свого табору, ніби для перемовин та захопити його. Арташат було розграбовано. Серед іншого було вивезено золоту статую богині Анаїт і безліч інших скарбів. Артавазда було вивезено до Єгипта й проведено у тріумфальній ході римського полководця, а потім, за 3 роки, відтято голову.
Після загибелі Артавазда на престол здійнявся його син, Арташес II, війська якого перебили римські гарнізони, залишені Антонієм у Вірменії.
Відповідно до Плутарха він писав драми та промови грецькою мовою.